# Ватиканский обелиск
Ватиканский обелиск является одним из тринадцати обелисков Древнего Рима и расположен на площади Святого Петра. Высота — 25,3 метра. Сделан из красного гранита.
Вместе с основанием и крестом достигает высоты почти 40 метров.
Надпись на обелиске гласит: ECCE CRUX DOMINI — FVGITE — PARTES ADVERSAE — VICIT LEO DE TRIBV IVDA: «Вот крест Господень — бегите — враждебные силы — победил Лев из колена Иудина».

## История
Обелиск имеет египетское происхождение. Согласно Плинию, первоначально находился в Гелиополисе; затем был перемещён на Форум Юлия в Александрии Египетской, а позже был доставлен в Рим Калигулой в 40 г. и поставлен в Цирк Нерона. Он оставался в этом положении даже после того, как цирк был заброшен и на его месте раскинулся некрополь. Затем он оказался рядом с древней базиликой Святого Петра, недалеко от Ротонды Сант-Андреа. Фактически, это единственный древний обелиск в Риме, который никогда не падал.
Обелиск был перемещён и поднят по указанию Папы Сикста V летом 1586 года под руководством архитектора Доменико Фонтаны, которому потребовалось четыре месяца работы, 900 человек, 75 лошадей и 40 лебедок: это был первый из обелисков, воздвигнутый в Новое время. При этом вместо глобуса, помещённого в музей, на вершину обелиска водрузили бронзовый крест.
- Обелиск Ватикана на прежнем месте; рисунок Мартена ван Хемскерка, 1532 г.
- Настенная живопись (1585—1588) из Апостольской библиотеки Ватикана. Возведение обелиска на площади Святого Петра
- Считается, что бронзовый глобус содержит прах Святого Петра или Юлия Цезаря (Капитолийские музеи)